# 大嶼海峽
大嶼海峽（英語：Lantau Channel，中國大陸方面有稱為大濠水道）是香港的一個海峽，位於新界大嶼山西南部的分流以南。海峽亦成為中國大陸與香港之間的邊界，同樣亦為來往蛇口郵輪中心、港澳碼頭、中港客運碼頭至澳門水翼船，以及進出深圳港西港之主要幹道，邊界以南為珠海市萬山群島中的桂山島、牛頭島及中心洲等島嶼。
大嶼海峽具有重要戰略地位，因此昔日便設有位於分流的分流炮台等防禦設施。